# Уокер, Родни
Сэ́р Ро́дни Уо́кер (англ. Sir Rodney Walker) — известный Британский бизнес-магнат, спортивный функционер и меценат. В 2003—2009 — руководитель Всемирной ассоциации профессионального бильярда и снукера.

## Краткая биография
Родился в 1943 году в Англии. В 16 лет бросил школу, чтобы работать в сфере строительства. Позже, получил инженерное образование и занялся бизнесом. В 1976 году  основал компанию «Myerscough Holdings». Благодаря успешному ведению бизнеса, создал еще несколько компаний в сфере гражданского строительства и инфраструктуры, в руководстве и владении которых он принимает участие и поныне. Сейчас Родни Уокер: держатель контрольного пакета акций «Myerscough Holdings», член совета директоров «SMC Group», один из руководителей фирмы «Empire interactive Plc», член совета директоров «Healthcare Communications Group» и др. Кроме этого, Уокер участвует в деятельности нескольких общественных и благотворительных организаций в Йоркшире.

## Спорт
Со спортом Родни Уокер тесно связан со времен молодости. Был чемпионом Йоркшира в толкании ядра, а также играл форвардом в регби на любительском уровне. Заметив незаурядные способности Родни в бизнесе, его пригласили попробовать себя сфере спортивного менеджмента, заняв пост в регбийном клубе его родного года. С тех пор, на протяжении 20 лет, Уокер занимал ключевые посты в не менее десяти спортивных организаций Британии, таких как: Британский спортивный совет-GB Sports council (1994-1996); Sport England (1996-1998); UK Sport (1997-2003); Комитет по организации Игр Британского содружества (Манчестер 2002); Комиссия по реконструкции стадиона Уэмбли (2000-2002); Клуб Leicester City (1997-2002); Лига рэгби (Rugby League) Английская любительская легкоатлетическая ассоциация (AAA of England) (2004-н.вр.); Футбольный центр Goals Soccer Centres ltd. и др.
В 2003-2009 Родни Уокер являлся главой Всемирной ассоциации профессионального бильярда и снукера (WPBSA). В целом, руководство ассоциацией оценивалось спортивными критиками как положительное, тем более, что Уокер принял её руководство в непростой для снукера период — ликвидация финансового краха и поиск спонсора:
Проводимая сэром Родни Уокером стратегия по развитию снукера в целом принесла стабильность этом виду спорта. В последние пару сезонов угроза финансового кризиса была успешно преодолена, заключены контракты с новыми спонсорами и телевещательными компаниями, снукер получил мощное развитие на перспективном азиатском (китайском) направлении.
Тем не менее в реальности успехи Уокера были малозаметны. Количество турниров неуклонно сокращалось вплоть до 2006 года, снукер лишился не только главных (Embassy, Benson and Headges) спонсоров но и второстепенных спонсоров отдельных турниров (Travis Perkins, LG, Royal London Watches, Saga Insurance) и даже нового главного спонсора 888.com. При чём многие из спонсоров демонстративно сославшись на кризис продлили контракты с футбольными клубами, тем самым показав свою незаинтересованность в снукерном спонсорстве
Относительными успехами Уокера можно считать возобновление и открытие второго турнира в Китае (Шанхай Мастерс), организация турнира Northern Ireland Trophy, который был проведен лишь 4 раза, а также попытка организовать рейтинговый турнир в Бахрейне, окончившаяся неудачно.
В связи с сокращением турниров и урезанием призовых фондов 2 декабря 2009 на ежегодном общем собрании сэру Родни Уокеру был выражен вотум недоверия, и он был вынужден выйти из состава совета директоров WPBSA.

## Звания и награды
- Рыцарь Ордена Британской империи (DBE) (1996) — за заслуги в развитии спорта.
- Почетный доктор Брэдфордского университета (1996).